# Chase Field
Chase Field (tidligere kendt som Bank One Ballpark) er et baseballstadion i Phoenix i Arizona, USA, der er hjemmebane for MLB-klubben Arizona Diamondbacks. Stadionet har plads til 49.033 tilskuere, og blev indviet 31. marts 1998.